# Bahnhof Genshagener Heide
Der Bahnhof Genshagener Heide in Brandenburg liegt am Berliner Außenring. Im Bereich des Bahnhofs ist der Außenring über eine Reihe von Verbindungskurven mit der Anhalter Bahn verknüpft. Seine zu DDR-Zeiten hohe Bedeutung für den Personenverkehr sank nach der Wiedervereinigung kontinuierlich und endete mit seiner Auflassung als Personenverkehrshalt im Dezember 2012. Seitdem handelt es sich um einen Betriebsbahnhof.

## Lage
Der Bahnhof liegt etwa drei Kilometer nördlich des Stadtzentrums der Stadt Ludwigsfelde am Berliner Außenring westlich der Kreuzung mit der Anhalter Bahn im Brandenburger Landkreis Teltow-Fläming. Durch den Bahnhof verläuft die Grenze zwischen der Stadt Ludwigsfelde und der Gemeinde Großbeeren. Im Umfeld des Bahnhofs gibt es keine Besiedlung, im Süden schließt sich der Industriepark Ludwigsfelde, das frühere IFA-Automobil-Werk Ludwigsfelde, an.

## Geschichte

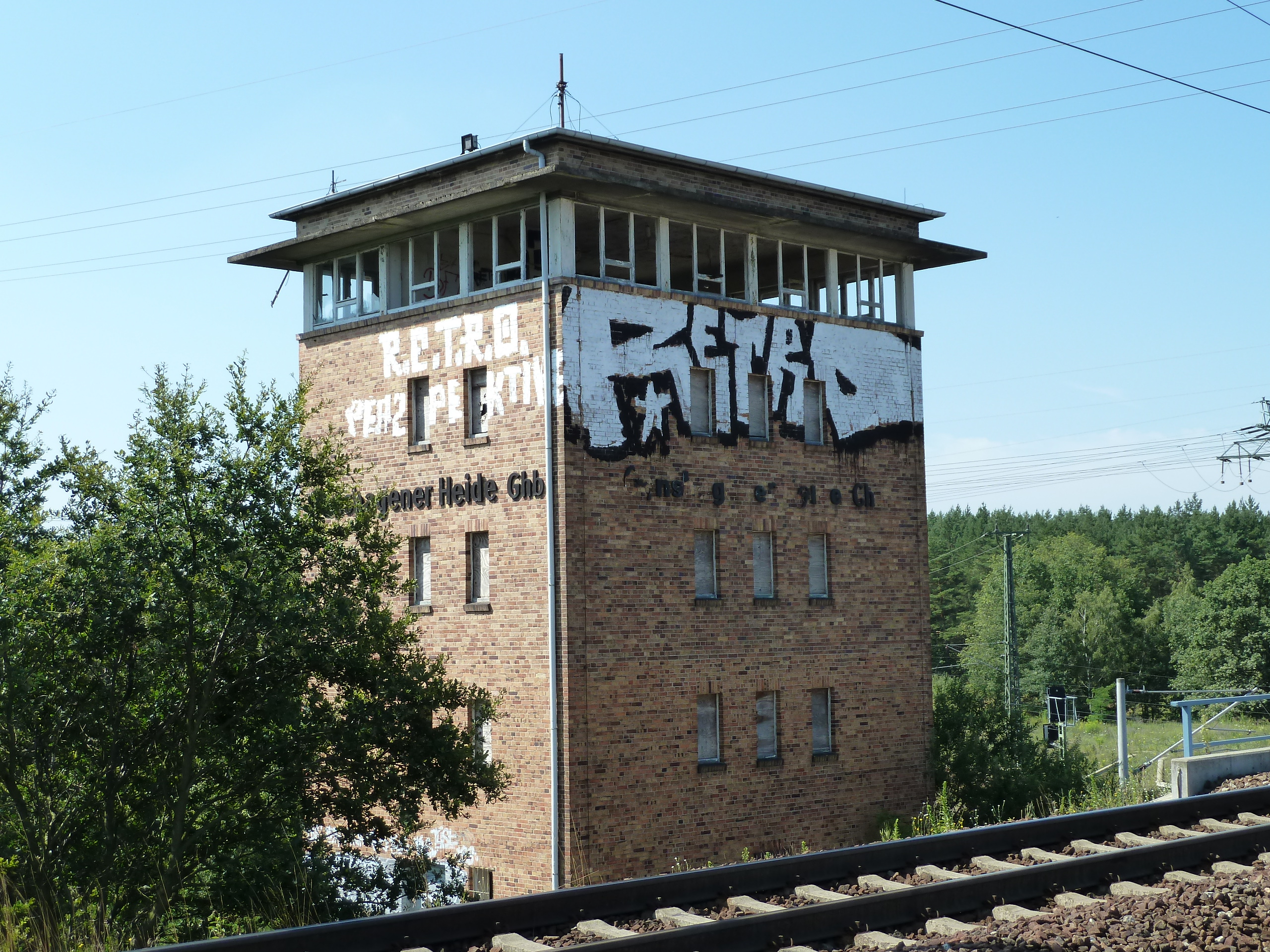
Ehemaliges Stellwerk Ghb

### Deutsches Reich
Im Jahre 1926 entstand als Teilstück der Umgehungsbahn um Berlin die Bahnstrecke von Michendorf nach Großbeeren. Sie verband die Wetzlarer Bahn und den Verschiebebahnhof Seddin mit der Anhalter Bahn und diente nur dem Güterverkehr. Östlich des heutigen Bahnhofs Genshagener Heide überquerte die Strecke die Anhalter Bahn und wendete sich nach Norden, um im Bahnhof Großbeeren in die Anhalter Bahn einzumünden. Pläne, die Umgehungsbahn im Verlauf des heutigen Außenrings nach Osten fortzusetzen, wurden damals nicht verwirklicht. Seit 1936 entstand in der Genshagener Heide ein Werk der Daimler-Benz Motoren GmbH (Tochterfirma der Daimler-Benz AG) zur Produktion von Flugmotoren. Für den Werkspersonenverkehr entstand in Genshagener Heide ein Bahnhof, später wurde er durch die Halte in Birkengrund Nord und Süd an der Anhalter Bahn ersetzt. Um 1940 entstand in Großbeeren ein Rangierbahnhof für den Güterverkehr. Die Umgehungsbahn wurde in diesem Zusammenhang zweigleisig ausgebaut mit einem Betriebsbahnhof in Genshagener Heide.

### DDR
Im Zuge der deutschen und Berliner Teilung benötigte die DDR eine leistungsfähige Umfahrungsmöglichkeit von West-Berlin. Seit 1950 wurde der Berliner Außenring gebaut. Der Abschnitt von Genshagener Heide bis zum Grünauer Kreuz war 1951 der erste fertiggestellte Abschnitt. Richtung Westen nutzte der Außenring bis Saarmund die bestehende Trasse der Umgehungsbahn. Am 15. April 1952 wurde der Personenverkehr im Bahnhof Genshagener Heide aufgenommen. Bei Genshagener Heide entstanden zunächst Verbindungskurven vom Außenring aus Richtung Osten zur Anhalter Bahn in Richtung Süden; eine kurze Kurve südöstlich der Kreuzung und eine lange Kurve – auch als Kramerkurve bekannt – nordwestlich der Kreuzung. Im Herbst 1956 wurde das letzte fehlende Teilstück des Außenrings von Saarmund über Potsdam Süd nach Golm eingeweiht. 1958 wurde eine Verbindung aus Richtung Potsdam zur langen Kurve in Richtung Ludwigsfelde eingerichtet. Auf den Bau einer Kurve vom Außenring aus Richtung Schönefeld in Richtung Teltow wurde jedoch damals verzichtet. Ebenfalls 1958 gingen neue Stellwerke im Bahnhof in Betrieb, die bis Ende der 1990er Jahre genutzt wurden.
Als Folge des Baus der Berliner Mauer stellte der Außenring ab 1961 die einzige Bahnverbindung zwischen (Ost-)Berlin und Potsdam dar und musste ein enormes Verkehrsaufkommen bewältigen. Auch andere größere Orte im Südwesten Berlins wie Teltow, Kleinmachnow oder Stahnsdorf waren von Berlin aus nur noch umständlich zu erreichen. Genshagener Heide wurde damit ein wichtiger Umsteigepunkt auf dem Weg aus Berlin zu einer Reihe von Orten in der Umgebung, die über ein dichtes Busnetz an den Bahnhof angeschlossen waren.
1982 wurde der Berliner Außenring im Bereich Genshagener Heide elektrifiziert. Am 1. November des gleichen Jahres ereignete sich in der Nähe des Bahnhofs ein schweres Zugunglück, als ein Güterzug auf einen Personenzug aus Werder nach Berlin auffuhr. Acht Menschen kamen dabei ums Leben.

### Entwicklung nach 1990

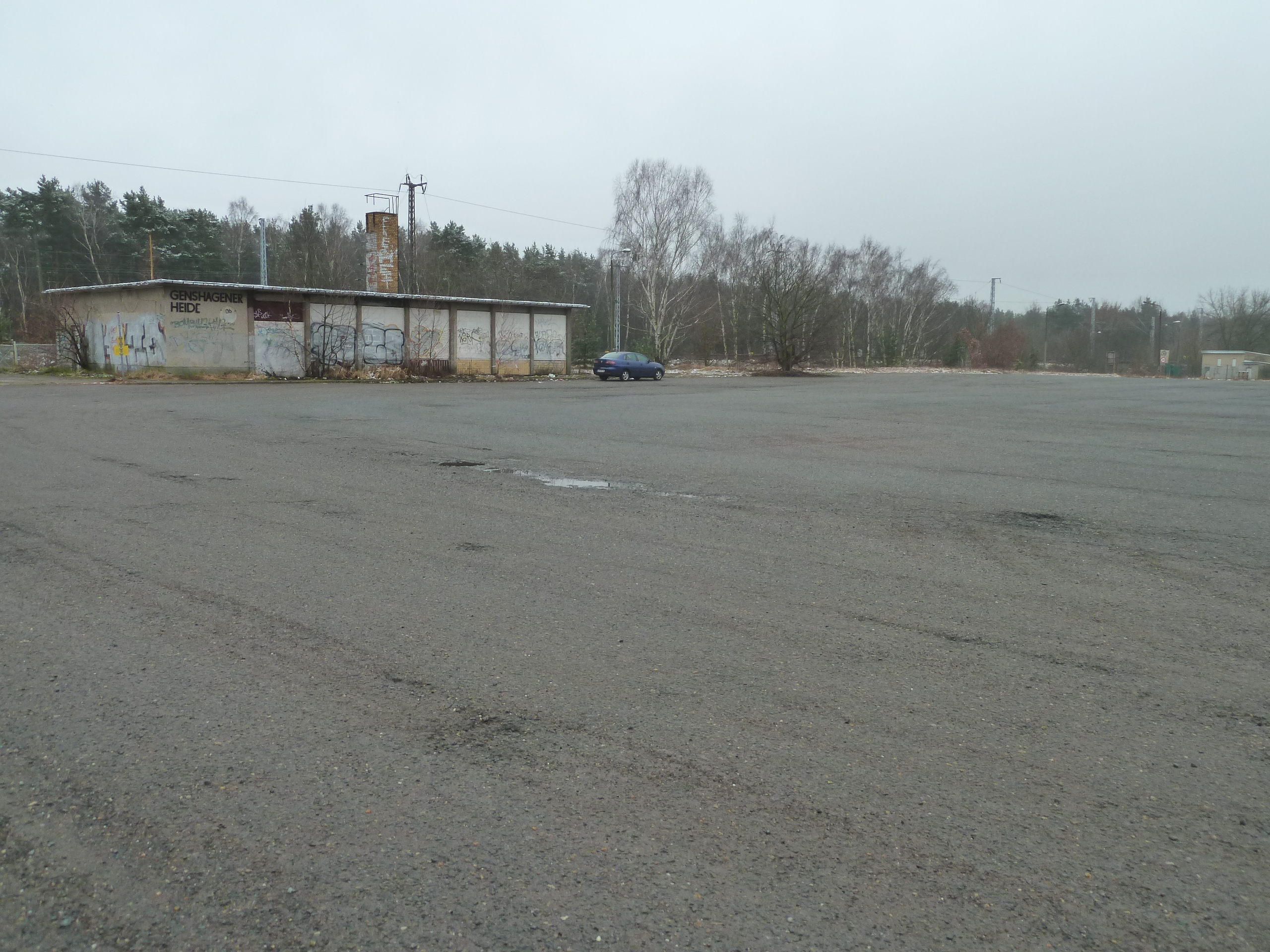
Bahnhofsvorplatz, Januar 2012

Nach dem Fall der Berliner Mauer sank die Bedeutung des Bahnhofs deutlich. Einerseits konnten Potsdam und die anderen Orte im Südwesten von Berlin wieder auf direktem Weg von der Stadt aus erreicht werden, andererseits reduzierte sich das Berufsverkehrsaufkommen nach Schließung des Automobilwerks in Ludwigsfelde deutlich.
Um das Jahr 2000 wurde das Kreuzungsbauwerk des Außenrings mit der Anhalter Bahn neugebaut. Der Bahnhof wurde an ein Elektronisches Stellwerk angeschlossen und wird seitdem von der Betriebszentrale in Berlin-Pankow ferngesteuert. Im Jahre 2006 ging die Anhalter Bahn wieder durchgehend nach Berlin in Betrieb. Da die östlich verlaufende Dresdener Bahn auf Berliner Gebiet zunächst nicht wieder aufgebaut wurde, entstand eine Verbindungskurve von Großbeeren zur langen Kurve bei Genshagener Heide, über die der Außenring in beiden Richtungen mit der Berliner Nord-Süd-Fernbahn verbunden ist.
Zum Fahrplanwechsel am 9. Dezember 2012 wurde der Bahnhof für den Personenverkehr geschlossen und durch den neu errichteten, zwei Kilometer westlich gelegenen Haltepunkt Ludwigsfelde-Struveshof ersetzt. Nach der Schließung des Bahnhofs im Dezember 2012 für den Personenverkehr wurde im März 2013 die Fußgängerbrücke demontiert. Auch die Bahnsteige wurden in den folgenden Wochen abgebaut. Das seit Jahren ungenutzte Empfangsgebäude ist seit einer Versteigerung Ende 2012 in Privatbesitz.

### Personenverkehr

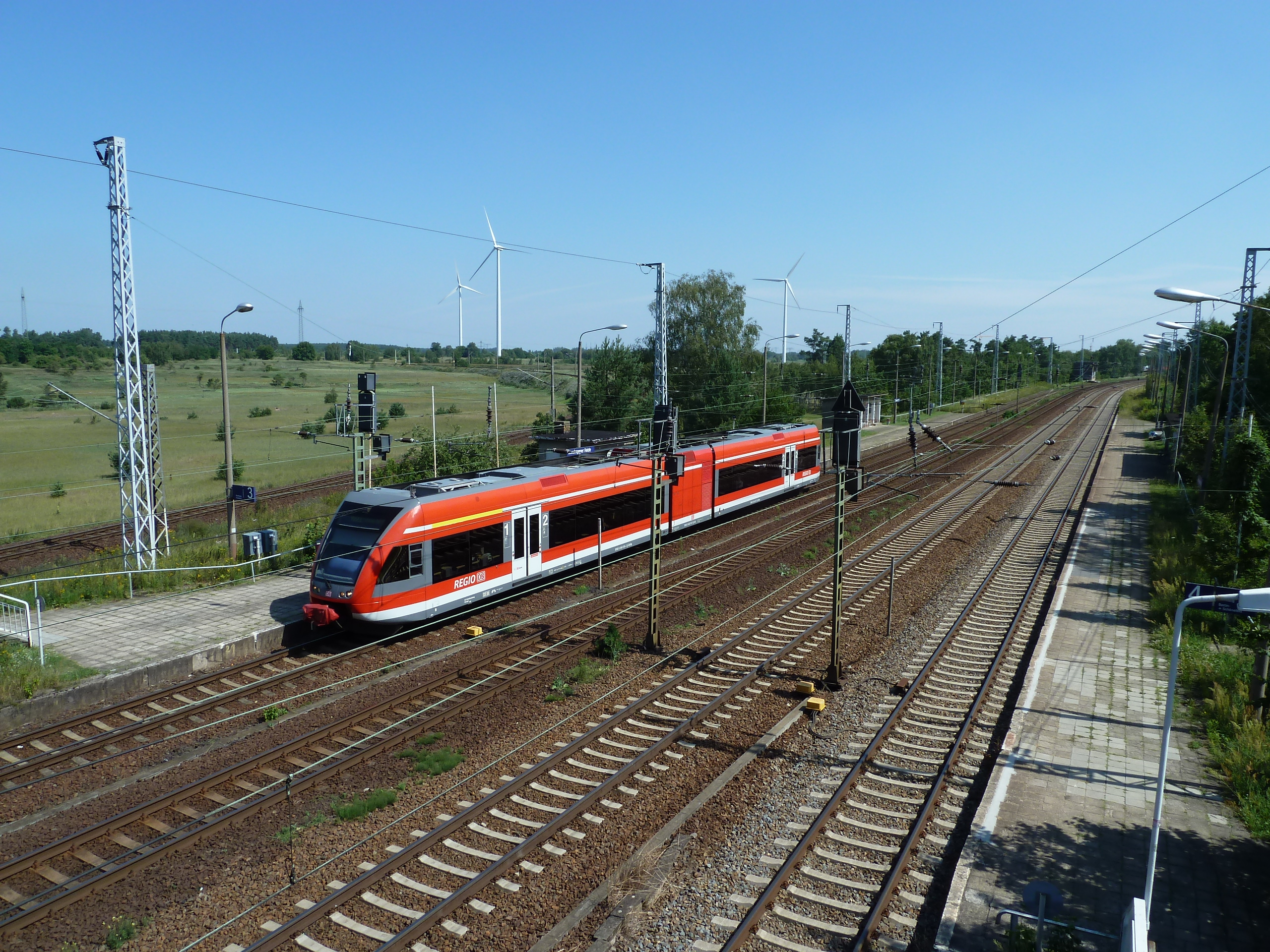
Triebwagen im Bahnhof, 2011

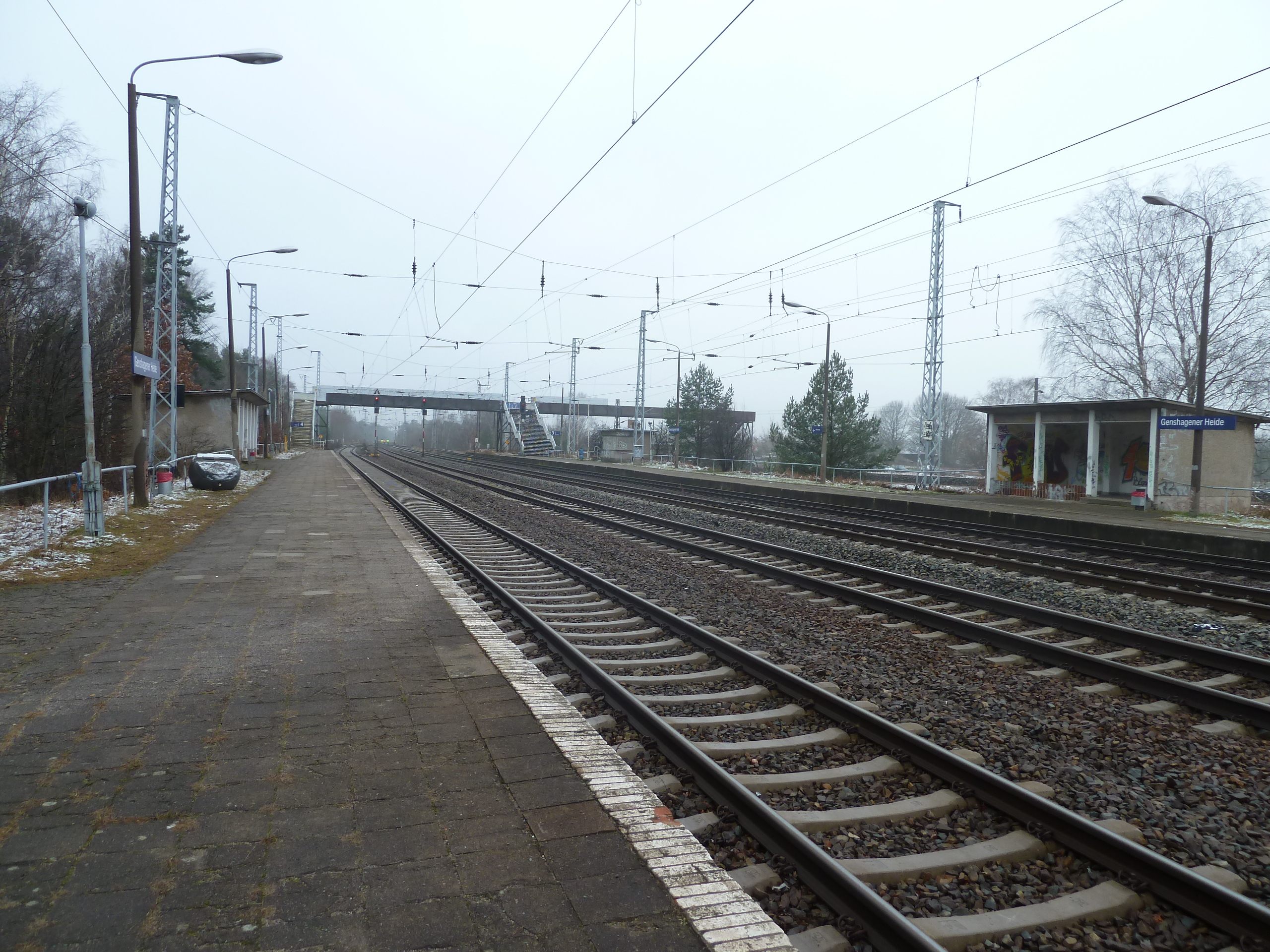
Bahnsteige, 2012

In den ersten Betriebsjahren des Bahnhofs war das Personenzugaufkommen vergleichsweise gering. Zunächst fuhren Züge von Berlin über Genshagener Heide und Saarmund in Richtung Seddin und teilweise weiter nach Beelitz Stadt. Die Züge waren zum Berliner S-Bahntarif benutzbar. 1957 bedienten vier bis sechs Züge pro Tag und Richtung den Bahnhof. Nach der Inbetriebnahme des neuen Potsdamer Hauptbahnhofs am Außenring (zuvor Potsdam Süd, heute Potsdam Pirschheide) fuhren ab 1958 Personenzüge von Berlin über den Außenring nach Potsdam. Der wesentliche Anteil des Verkehrs zwischen beiden Städten konnte bis 1961 noch mit der direkten S-Bahn durch West-Berlin geführt werden. 1960 verkehrten acht Zugpaare zwischen beiden Städten über den Außenring, von denen je nach Richtung fünf bzw. sieben in Genshagener Heide hielten. Werktags stellten ein bis zweimal am Tag Anschlusszüge in Genshagener Heide eine Verbindung nach Teltow her; im Berufsverkehr gab es für die Arbeiter des Automobilwerks ein Zugpaar zwischen Beelitz Stadt über Saarmund nach Genshagener Heide. Der Bahnhof trug im Kursbuch den Vermerk „nur für Umsteige- und Werkverkehr“. Dieser Zusatz entfiel später.
Über den Außenring verkehrten seitdem die im Volksmund Sputnik genannten Züge in einem angenäherten starren Fahrplan etwa stündlich von Werder (Havel) über den damaligen Potsdamer Hauptbahnhof (heute Potsdam Pirschheide) nach Flughafen Schönefeld und Berlin-Karlshorst, im Berufsverkehr teilweise bis Berlin Ostbahnhof. Sie wurden üblicherweise aus Garnituren mit acht Doppelstockwagen gebildet. Im Berufsverkehr verkehrten Verstärkerzüge. Bis Anfang der 1970er Jahre gab es noch ein morgendliches Zugpaar von Genshagener Heide nach Teltow. Ansonsten schloss ein dichtes Busnetz Teltow und anliegende umliegende Orte an den Bahnhof an. Bis Betriebsschluss nach Mitternacht verkehrten stündlich Busse von Genshagener Heide einerseits nach Teltow, Kleinmachnow und Stahnsdorf, andererseits nach Ludwigsfelde. Zu Spitzenzeiten verkehrten parallel mehrere Busse in gleichen oder ähnlichen Relationen. Der Eisenbahnfahrplan war so konstruiert, dass sich in der Regel die Züge aus Berlin und Potsdam bei Genshagener Heide begegneten, so dass Busanschlüsse in beide Richtungen möglich waren.
Auch nach dem Mauerfall blieb es trotz deutlich gesunkener Nachfrage bei der stündlichen Bedienung des Bahnhofs, wenn auch mit kürzeren Zügen und teilweisen Angebotsreduzierungen im Abend- und Wochenendverkehr. Seit 1995 trug die Linie die Bezeichnung RB 22, von 1998 bis 2011 verkehrte sie von Potsdam Hauptbahnhof über den unteren Teil des Bahnhofs Potsdam Pirschheide, die Umgehungsbahn nach Michendorf und über Saarmund und Genshagener Heide nach Flughafen Schönefeld. Seit Ende 2011 fährt sie stündlich von Griebnitzsee über Potsdam Hauptbahnhof, Golm und dann durchgehend über den Außenring ohne Halt in Pirschheide über Saarmund und Genshagener Heide nach Schönefeld. Der Busverkehr war deutlich ausgedünnt worden. Ein Teil der Züge hatte werktags Anschluss an eine Linie aus Teltow über Genshagener Heide nach Ludwigsfelde. Eine weitere Buslinie verkehrte werktags stündlich vom Halt Genshagener Heide Süd im Industriegebiet nach Ludwigsfelde.
Nach Einstellung des Personenverkehrs im Bahnhof ist die Gegend über eine zwischen Ludwigsfelde und Teltow fahrende Buslinie erschlossen, die Bushaltestelle Ludwigsfelde, Großbeerener Straße liegt etwa 500 Meter westlich des früheren Personenbahnhofs. Auf der anderen Seite der Bahnanlagen erschließt eine weitere Buslinie das Ludwigsfelde Industriegebiet, die Haltestelle Robert-Bosch-Straße liegt etwa 400 Meter östlich der ehemaligen Station.

## Anlagen

### Bahnhof

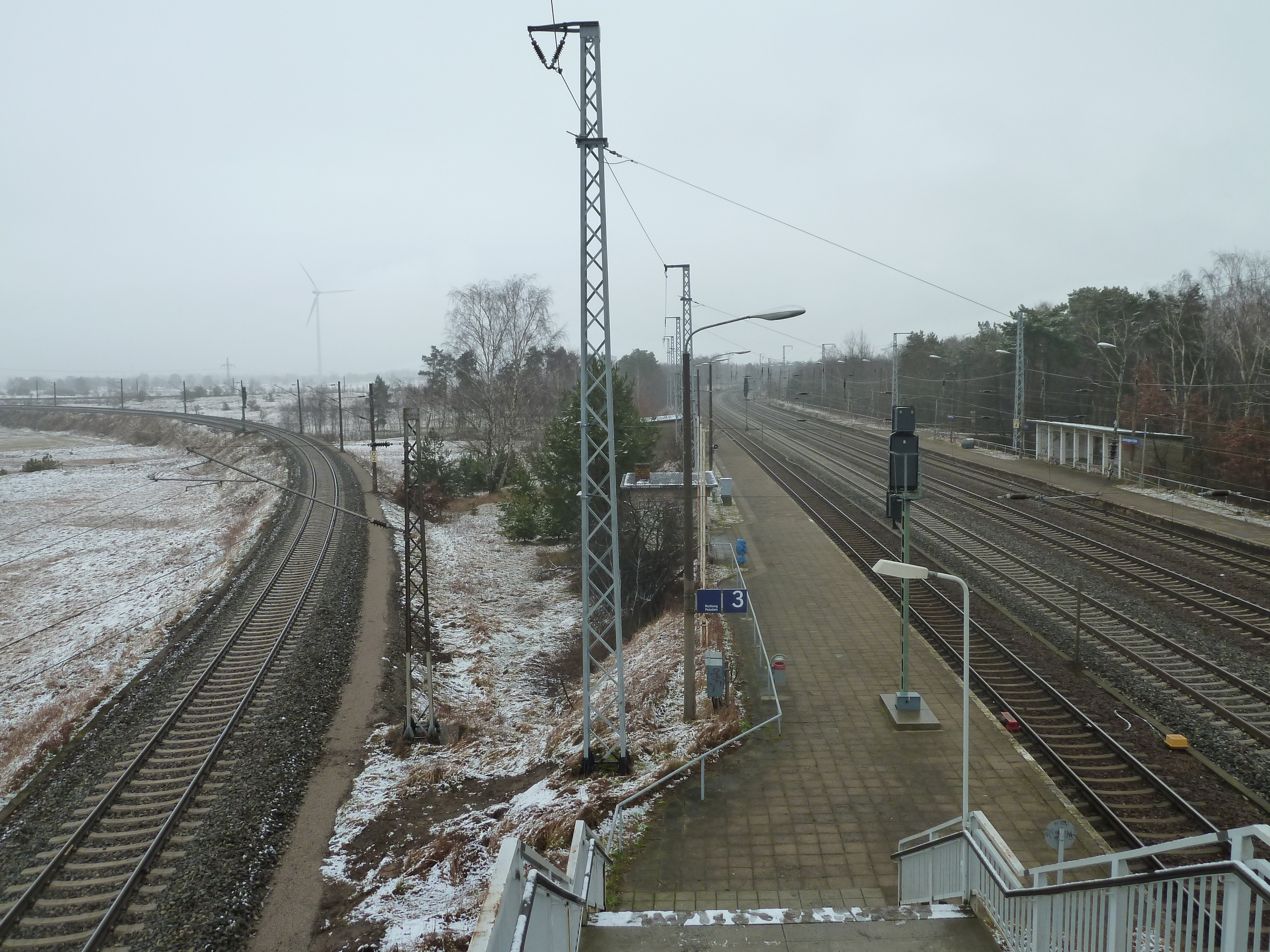
Personenbahnhof, links Verbindung aus Richtung Potsdam zur Anhalter Bahn

Der Bahnhof besitzt zwei Durchgangsgleise und zwei von diesen nach außen abzweigende Bahnsteiggleise. Beide Bahnsteige sind über eine Fußgängerbrücke miteinander verbunden. Diese Anlage ist typisch für eine Reihe von Bahnhöfen am Berliner Außenring. An beiden Bahnhofsenden gibt es Weichenverbindungen. Am nördlichen Zugang befindet sich ein nicht mehr genutztes Bahnhofsgebäude und ein Vorplatz mit Bushaltestellen. Der südliche Zugang führte früher direkt ins IFA-Werk. Heute befindet sich dort ein öffentlicher Weg durch das Industriegelände. Westlich des Bahnhofs liegt eine Kleingartenanlage und etwas weiter nordöstlich die neue Justizvollzugsanstalt Heidering Wohnbauten im unmittelbaren Bahnhofsumfeld gibt es nicht.
Das charakteristische Fahrdienstleiterstellwerk Ghb steht an der Kreuzung von Außenring und Anhalter Bahn und ist nicht mehr in Betrieb.

### Strecken
Im Bereich um den Bahnhof verlaufen folgende Bahnstrecken, alle Strecken sind elektrifiziert:
| Streckennummer | von / bis                                       | Bemerkungen |
| -------------- | ----------------------------------------------- | --- |
| 6126           | Saarmund – Grünauer Kreuz                       | Berliner Außenring |
| 6127           | Genshagener Heide – Großbeeren                  | ehemalige Umgehungsbahn, führt nun direkt ins Güterverkehrszentrum Großbeeren, zur Anhalter Bahn in Richtung Norden gibt es seit 2006 eine Verbindung aus der Langen Kurve                       |
| 6129           | Genshagener Heide – Ludwigsfelde                | „Lange Kurve“ – Kramerkurve – vom Außenring aus Richtung Osten zur Anhalter Bahn nach Süden, nordwestlich der Kreuzung mit der Anhalter Bahn, bis Ludwigsfelde separates Gleis der Anhalter Bahn |
| 6130           | Genshagener Heide West – Genshagener Heide Nord | Verbindung vom Außenring aus Richtung Westen zur „Langen Kurve“ |
| 6131           | Birkengrund Süd – Genshagener Heide Ost         | kurze Kurve von der Anhalter Bahn aus Richtung Süden zum Außenring in Richtung Osten südöstlich der Kreuzung mit der Anhalter Bahn                                                               |
| 6132           | Berlin – Halle                                  | Anhalter Bahn |

Ein Anschlussgleis südlich des Bahnhofs ins Automobilwerk ist heute außer Betrieb.